# Villy (Yonne)
Villy es una localidad y comuna francesa situada en la región de Borgoña, departamento de Yonne, en el distrito de Auxerre y cantón de Ligny-le-Châtel.

## Demografía
| 117 | 142 | 158 | 203 | 208 | 205 | 204 | 175 | 193 | 177 | 166 | 158 | 162 | 159 | 161 | 161 | 159 | 137 | 124 | 112 | 147 | 113 | 93 | 83 | 107 | 89 | 79 | 88 | 110 | 87 | 102 | 114 | 114 |
| Para los censos de 1962 a 1999 la población legal corresponde a la población sin duplicidades (Fuente: INSEE [Consultar]) |     |     |     |     |     |     |     |     |     |     |     |     |     |     |     |     |     |     |     |     |     |    |    |     |    |    |    |     |    |     |     |     |